# ۸۸ دلو
۸۸ دلو یک ستاره است که در صورت فلکی دلو قرار دارد.